# Only in Amerika
Only in Amerika – piąty album zespołu (hed) P.E.

## Lista utworów
1. Foreplay
2. Represent
3. The Truth
4. Wake Up
5. War
6. The Box
7. C.B.C.
8. Voices
9. Raise Hell
10. Amerikan Beauty
11. Chicken
12. Daydreams
13. Not Ded Yet
14. HED (Bonus)